# A grizzly birodalma
A grizzly birodalma (eredeti cím: Into the Grizzly Maze) 2015-ben bemutatott amerikai akció horror-thriller, melynek rendezője David Hackl, forgatókönyvírója J. R. Reher. A főszerepben James Marsden, Thomas Jane, Billy Bob Thornton, Piper Perabo és Scott Glenn látható. 
A film 2015. május 19-én jelent meg Video on Demand platformon keresztül, majd 2015. június 26-án korlátozott számban került a mozikba. Magyarországon kizárólag DVD-n adták ki szinkronizálva.

## Cselekmény
Az alaszkai vadon mélyén található „grizzly labirintusban” Beckett és Rowan Moore egy grizzly medvével találkoznak. 
Évek alatt a testvérpár elhidegül egymástól; Beckett helyi seriffhelyettes lett, míg Rowan egy volt elítélt. Hazatérve Alaszkába, Rowan találkozik régi barátjával, Mary Cadillac-kel, aki ellátmányt ad neki, és arra kéri, keresse meg férjét, Johnnyt. Közben három vadászt lemészárol ugyanaz a medve, amellyel a fivérek évekkel korábban összefutottak.
A helyi bárban Rowan találkozik Amberrel, akivel később együtt megy el egy motelszobába. Rowan azonban elzavarja a lányt, miután rájön, hogy prostituált. Ahogy elhagyja a szobát, Ambert megtámadja a stricije, Franco, aki aztán összeverekszik Rowannal. Nem sokkal később megérkezik Beckett, akit Rowan először lát a szabadulása óta; Beckett elárulja, hogy feleségül vett egy Michelle nevű süketnéma természetfotóst és természetvédőt. Amikor megkérdezik, miért jött vissza, Rowan hazudik, és azt mondja, hogy a grizzly labirintusba tart, és le szeretné róni tiszteletét az apjuk előtt. Eközben az erdőben két favágót és kutyájukat megöli a medve.
Miután a testvérek meglátogatják anyjuk sírját, Beckett rádióhívást kap a megölt favágókról. Egy térképet követve Rowan rábukkan egy autóra, amely Johnny Cadillacé. Miközben Beckett a fakitermelői incidens után nyomoz, megérkezik Douglas, a vadász, aki elmondja nekik, hogy a medve, amelyik megölte a favágókat, egy intelligens példány. Bár Douglas felajánlja segítségét a nyomkeresésben, Beckett, aki láthatóan gyűlöli Douglast, visszautasítja. Rowan volt barátnője, Kaley elindul a labirintusba, hogy megtalálja Rowant és Michelle-t, akik eltűntek.
Michelle szemtől szembe kerül a medvével, de közben csapdába esik, amit ő maga állított fel. Rowan megérkezik és elijeszti a medvét. Felismeri Kaleyt, elárulja, hogy ki ő, és magával viszi. Sully felkeresi Douglast, aki ismét tájékoztatja őt, hogy ez a medve az orvvadászat és a fakitermelés miatt hajtja végre a támadásokat, nem pedig az éhségét csillapítja, vagy a területét védi. Amikor Zoe, Sully egyik helyettese megtalálja az elhagyott autót, a medve megöli. Miután Douglas beleegyezik, hogy levadássza és megölje a medvét, Sully és Jerry megvizsgálja az autót. Az autó vizsgálata közben Sully elmagyarázza Jerrynek, hogy Beckett miért gyűlöli Douglast. Douglas és Beckett, valamint Rowan apja régen közel álltak egymáshoz. Szent földként kezelték a grizzly labirintust, és nem voltak hajlandóak orvvadászokkal együttműködni. Egészen addig, amíg egy éjszaka Douglast súlyosan meg nem sebesítette és majdnem meg nem ölte egy grizzly, mielőtt sikerült  végeznie vele. Amikor felépült, már nem volt a régi. Többé már nem okozott neki gondot, hogy az orvvadászoktól nyerészkedjen. Emiatt a Moore család gyűlölni kezdte. Keresgélés közben Beckett és Kaley megtalálják azt a helyet, ahol Rowan megmentette Michelle-t. Rájönnek, hogy Rowan bizonyára elvitte Michelle-t apja pontjára, a Moore család különleges helyére, ezért elindulnak arra a helyre. Ott megtalálják Michelle-t és Rowant.
Michelle és Beckett megnézik a megjelölt medvék műholdfelvételét, és feltételezik, hogy a nagyobb medve miatt menekülnek. Beckett vissza akar térni a városba, de Rowan nem hajlandó vele menni. Amikor összeverekednek, bevallja, hogy Johnnyért jött. Az egyetlen embert, aki mellette állt. Beckett dühösen közli Rowannal, hogy Johnny megérdemli, bármi történjék is vele, amiért orvvadászokat hozott a labirintusba. Ez feldühíti Rowant, és elviharzik, hogy átvegye a vezetést. Az éjszaka folyamán Kaleyt megtámadja a medve, Rowan és Beckett pedig megpróbálja lelőni, de a medve elfut. Miközben a medve továbbra is követi a csoportot, Michelle beleesik egy döglött jávorszarvas tetembe, és kiderül, hogy az egy döglött jávorszarvasokkal teli ölőhely. A csoport úgy dönt, hogy átmennek a labirintuson. Sully elindul, hogy csónakkal kihozza a csoportot. A csoport találkozik Douglasszel, aki Beckett és Michelle egyik nyakörvvel ellátott medvéje fölött áll. Kezdetben azt hitték, hogy ő ölte meg, de a videofelvételen látszik, hogy a nyakörvvel ellátott medvét egy nagyobb medve támadta meg.
A csoport, miután elválnak Douglas útjai, ismét találkozik a medvével. Ezután a csoport kiszúrja a vadász kunyhóját, ahol megtalálják az orvvadászok maradványait. Ezután Johnny-t holtan találják egy fánál. Beckett, látva Rowan reakcióját, bocsánatot kér korábbi kijelentése miatt. Éppen ekkor ismét megjelenik Douglas, miután kinyomozta a medvét, akit a kunyhóhoz invitáltak. A holttestet szemügyre véve rámutat a lőtt sebre. Megjegyzi, hogy ez ölte meg Johnnyt. Douglas elárulja, hogy ő figyelmeztette Johnnyt a férfiakra, mivel korábban megkeresték őt a munka miatt. Mivel azonban rájött, hogy mik a valódi indítékaik, visszautasította őket. Ezután elárulta a megdöbbent Beckettnek, hogy Sully is benne volt a dologban. A tábort felállítva Rowan elmagyarázza Kaleynek, miközben Beckett a sátoron kívülről hallgatja, hogy az egyik éjszaka az labirintusban Rowan elment Johnnyhoz, hogy drogot adjon el, hogy pénzt szerezzen az ő és Beckett édesanyjának kezeléséhez. Mivel Rowan Johnny és a drogkereskedője kísérője volt, bevitte őket az labirintusba. Az üzlet során Rowant és kettőjüket elkapták az állami rendőrök. Rowan majdnem megúszta a pénzzel. Menekülés közben azonban észrevette, hogy egy vadőr megsérült, és az egyik csempész éppen meg akarta ölni. Rowan gondolkodás nélkül lelőtte a csempészt, és megmentette a férfit. Sajnos ez riasztotta a többi vadőrt, és letartóztatták. Amikor Kaley megkérdezte, miért nem mondta el senkinek az igazat, Rowan azt válaszolta, hogy mivel már így is bajkeverőnek tartották, tudta, hogy senki sem hinne neki. Kaley könnyes szemmel közölte vele, hogy ő hitt volna neki. A hallottakon megrendülve, hogy rosszul ítélte meg Rowant, Beckett odamegy hozzá, hogy beszéljen vele. A két testvér kibékül egymással.
Amikor Sully megérkezik a csónakján, Douglas meglövi a medvét, de az csak megsebesül, miközben  elmenekül. Menekülés közben Rowan elrohan, hogy elterelje a medve figyelmét, míg Beckett a csónakhoz viszi a lányokat. Rowannak sikerül rávennie a medvét, hogy üldözze őt, de a szikláról a vízbe zuhan, látszólag a halálba. Michelle a ködben elszakad a csoporttól, és a medve sarokba szorítja. A sérült Douglas megjelenik, és újra megpróbálja megölni, de elfogy a tölténye, a medve pedig rátámad, és megöli. Beckett és Kaley megtalálják Michelle-t, és tovább mennek a folyóhoz.
A trió végül eljut a csónakhoz, és Sullyval találkoznak. Beckett, aki dühös és gyászol Rowan elvesztése miatt, szembesíti Sullyt az orvvadászokkal. Sully elismeri, hogy pénzért cserébe beengedte őket, mert nincs semmije a nyugdíjazására. A medve megérkezik és megöli Sullyt. Miközben Beckett megpróbálja feljuttatni a lányokat a csónakra, az életben lévő Rowan megjelenik a sziklákon. Rowan és Beckett összefognak, hogy összezavarják a medvét, miközben benzint öntenek az állat köré, és felgyújtják a kört, remélve, hogy csapdába ejtik. Amikor azonban éppen kitérnek, a medve átfut a lángokon, és felborítja a csónakot. A csoportot védve, Rowant a víz alá nyomja a lábával. Amikor már úgy tűnik, hogy a medve végzett vele, Rowan felszínre tör, és a Beckett által korábban neki ajándékozott kést átdöfi a medve torkán, és végül megöli. Miután a fenyegetésnek végre vége, a kimerült és sérült csoport elhagyja a labirintust.

## Szereplők
| Szerep          | Színész            | Magyar hang      |
| --------------- | ------------------ | ---------------- |
| Rowan           | James Marsden      | Makranczi Zalán  |
| Douglas         | Billy Bob Thornton | Epres Attila     |
| Beckett         | Thomas Jane        | Szikszai Rémusz  |
| Michelle        | Piper Perabo       | Szakács Hajnal   |
| Johnny Cadillac | Adam Beach         | Ács Norbert      |
| Sully           | Scott Glenn        | Borbiczki Ferenc |
| Gerry Smith     | Reese Alexander    | Gémes Antos      |
| Amber           | Kelly Curran       | Dobó Enikő       |

## A film készítése
2012. január 19-én James Marsden, Thomas Jane és Billy Bob Thornton csatlakozott az akkor még Red Machine címet viselő thriller szereplőgárdájához. Még abban a hónapban Piper Perabo is csatlakozott a filmhez, aki Jane menyasszonyát alakítja. A Deadline Hollywood szerint a forgatás 2012 februárjában kezdődött a kanadai Vancouverben, Brit Kolumbiában. A producerek Tai Duncan, Hadeel Reda és Paul Schiff.
2012. február 2-án újabb szereplőkkel bővült a stáb: Scott Glenn, Adam Beach, Michaela McManus és Kelly Curran. Az állatszínész Bart, a medve. 2013. február 27-én az Open Road Films megvásárolta a film forgalmazási jogait. Az Open Road a film címét is megváltoztatta Red Machine-ről Endangered-re.

### Bemutató
Miután az Open Road Films megszerezte a film forgalmazási jogait, a stúdió lemondott a projektről, helyette a Vertical Entertainment és a Destination Films vette meg a forgalmazási jogokat, és 2015. május 19-én Video on Demand, majd 2015. június 26-án korlátozott kiadásban megjelentette a filmet.

### Fogadtatás
A Rotten Tomatoes kritika-gyűjtő weboldalon a film 11 kritika alapján 36%-os minősítést kapott, 4,5/10-es átlagértékeléssel. A Metacritic-en 43%-os eredményt ért el 4 vélemény alapján, ami „vegyes vagy átlagos” értékelést jelent.

## Fordítás
- Ez a szócikk részben vagy egészben  az   Into the Grizzly Maze című angol Wikipédia-szócikk fordításán alapul.  Az eredeti cikk szerkesztőit annak laptörténete sorolja fel. Ez a jelzés csupán a megfogalmazás eredetét és a szerzői jogokat jelzi, nem szolgál a cikkben szereplő információk forrásmegjelöléseként.